# El Jagüey (Nopala de Villagrán)
El Jagüey es una localidad de México situada en el municipio de Nopala de Villagrán, en el estado de Hidalgo. 

## Geografía
Se encuentra en la región geográfica del Valle del Mezquital; a la localidad le corresponden las coordenadas geográficas 20° 14’ 28.126” de latitud norte y 99° 36’ 27.355” de longitud oeste, con una altitud de 2493 m s. n. m. Cuenta con un clima templado subhúmedo con lluvias en verano, de menor humedad.
En cuanto a fisiografía se encuentra en la provincia del Eje Neovolcánico, dentro de la subprovincia del Llanuras y Sierras de Querétaro e Hidalgo; su terreno es de lomerío y escudo volcánico. En lo que respecta a la hidrología se encuentra posicionado en la región del Pánuco, dentro de la cuenca el río Moctezuma, y en los límites de las subcuencas del río Tecozautla y río Alfajayucan.

## Demografía
En 2020 registró una población de 1409 personas,, lo que corresponde al 8.31 % de la población municipal. De los cuales 677 son hombres y 732 son mujeres.
| Gráfica de evolución demográfica de El Jagüey entre 1900 y 2020 |
|                                                                 |
| Población registrada por los censos y conteos del INEGI.        |